# Chantrans
Chantrans est une commune française située dans le département du Doubs, la région culturelle et historique de Franche-Comté et la région administrative Bourgogne-Franche-Comté.

## Géographie

### Climat
Pour des articles plus généraux, voir Climat de la Bourgogne-Franche-Comté et Climat du Doubs.
En 2010, le climat de la commune est de type climat de montagne, selon une étude du Centre national de la recherche scientifique s'appuyant sur une série de données couvrant la période 1971-2000. En 2020, Météo-France publie une typologie des climats de la France métropolitaine dans laquelle la commune est dans une zone de transition entre le climat semi-continental et le climat de montagne et est dans la région climatique  Jura, caractérisée par une forte pluviométrie en toutes saisons (1 000 à 1 500 mm/an), des hivers rigoureux et un ensoleillement médiocre. 
Pour la période 1971-2000, la température annuelle moyenne est de 8,5 °C, avec une amplitude thermique annuelle de 16,7 °C. Le cumul annuel moyen de précipitations est de 1 424 mm, avec 13,9 jours de précipitations en janvier et 10,4 jours en juillet. Pour la période 1991-2020, la température moyenne annuelle observée sur la station météorologique de Météo-France la plus proche, « Coulans », sur la commune d'Éternoz à 10 km à vol d'oiseau, est de 10,5 °C et le cumul annuel moyen de précipitations est de 1 259,2 mm. 
La température maximale relevée sur cette station est de 38,7 °C, atteinte le 24 août 2023 ; la température minimale est de −18,9 °C, atteinte le 20 décembre 2009,,. 
Les paramètres climatiques de la commune ont été estimés pour le milieu du siècle (2041-2070) selon différents scénarios d'émission de gaz à effet de serre à partir des nouvelles projections climatiques de référence DRIAS-2020. Ils sont consultables sur un site dédié publié par Météo-France en novembre 2022.

## Urbanisme

### Typologie
Au 1er janvier 2024, Chantrans est catégorisée commune rurale à habitat dispersé, selon la nouvelle grille communale de densité à 7 niveaux définie par l'Insee en 2022.
Elle est située hors unité urbaine et hors attraction des villes,.

### Occupation des sols
L'occupation des sols de la commune, telle qu'elle ressort de la base de données européenne d’occupation biophysique des sols Corine Land Cover (CLC), est marquée par l'importance des forêts et milieux semi-naturels (54,2 % en 2018), en diminution par rapport à 1990 (59 %). La répartition détaillée en 2018 est la suivante : 
forêts (51,2 %), zones agricoles hétérogènes (23,7 %), terres arables (13,7 %), prairies (4,6 %), zones urbanisées (3,8 %), milieux à végétation arbustive et/ou herbacée (3,1 %). L'évolution de l’occupation des sols de la commune et de ses infrastructures peut être observée sur les différentes représentations cartographiques du territoire : la carte de Cassini (XVIIIe siècle), la carte d'état-major (1820-1866) et les cartes ou photos aériennes de l'IGN pour la période actuelle (1950 à aujourd'hui).

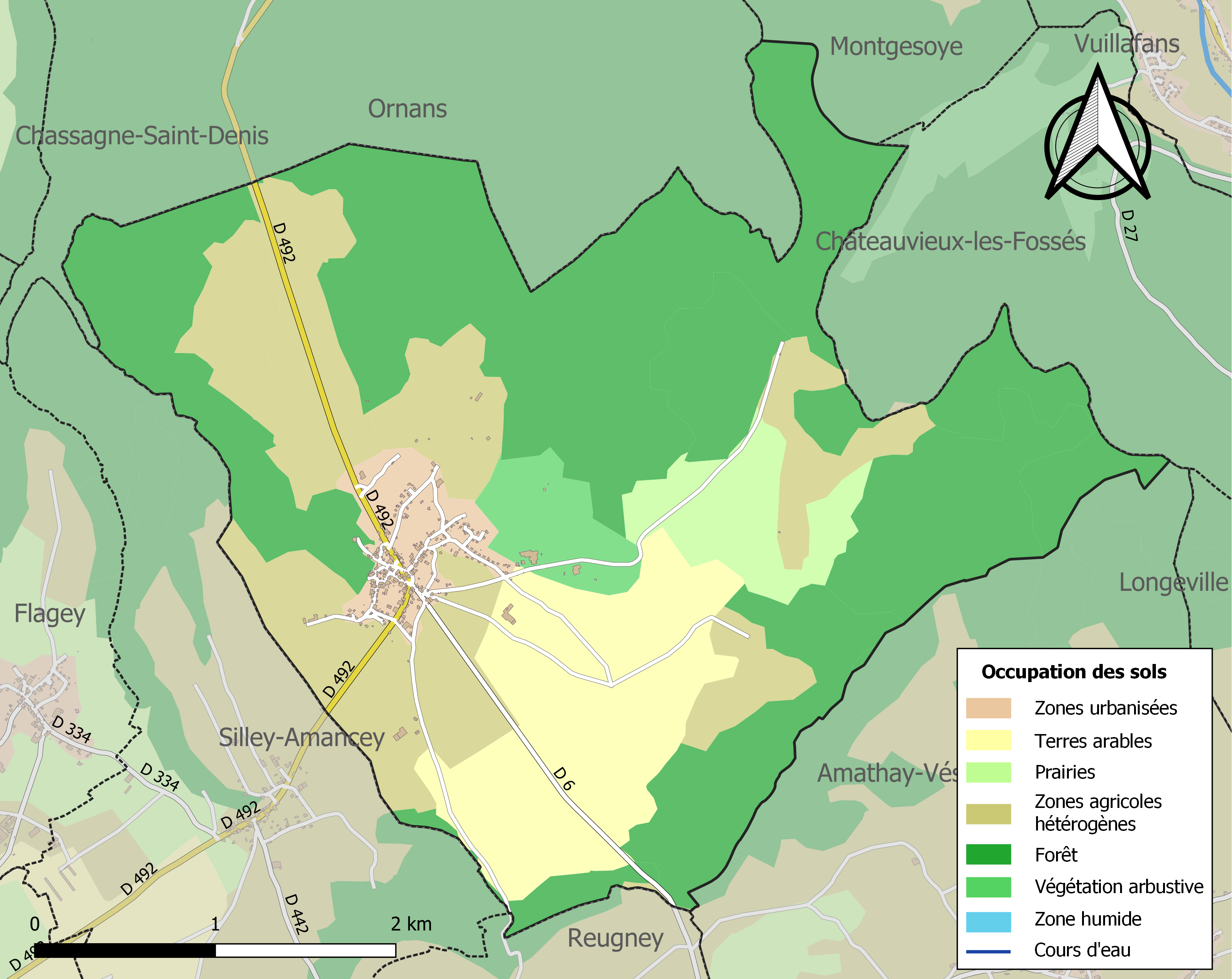
Carte des infrastructures et de l'occupation des sols de la commune en 2018 (CLC).

## Toponymie
Chantrans en 1253 ; Chantrens en 1294 ; Chantrans depuis la fin du XIVe siècle.

## Politique et administration
| Période                                  | Période   | Identité               | Étiquette | Qualité           |
| ---------------------------------------- | --------- | ---------------------- | --------- | ----------------- |
| 1995                                     |           | Albin Jeanpetit        |           |                   |
| mars 2001                                | mars 2008 | Léon Bôle              | SE        | Retraité          |
| mars 2008                                | 2014      | Marcel Billamboz       |           |                   |
| mars 2014                                | mai 2020  | Léon Bôle              |           |                   |
| mai 2020                                 | En cours  | Catherine Grandjacquet |           | Chef d'entreprise |
| Les données manquantes sont à compléter. |           |                        |           |                   |

## Démographie
Les haitants sont nommés les Chantranais et les habitantes les Chantranaises.
L'évolution du nombre d'habitants est connue à travers les recensements de la population effectués dans la commune depuis 1793. Pour les communes de moins de 10 000 habitants, une enquête de recensement portant sur toute la population est réalisée tous les cinq ans, les populations de référence des années intermédiaires étant quant à elles estimées par interpolation ou extrapolation. Pour la commune, le premier recensement exhaustif entrant dans le cadre du nouveau dispositif a été réalisé en 2005.

En 2022, la commune comptait 385 habitants, en évolution de −3,51 % par rapport à 2016 (Doubs : +1,88 %, France hors Mayotte : +2,11 %).
| 1793 | 1800 | 1806 | 1821 | 1831 | 1836 | 1841 | 1846 | 1851 |
| ---- | ---- | ---- | ---- | ---- | ---- | ---- | ---- | ---- |
| 431  | 422  | 463  | 491  | 563  | 561  | 584  | 579  | 594  |

| 1856 | 1861 | 1866 | 1872 | 1876 | 1881 | 1886 | 1891 | 1896 |
| ---- | ---- | ---- | ---- | ---- | ---- | ---- | ---- | ---- |
| 525  | 488  | 491  | 510  | 492  | 489  | 501  | 485  | 474  |

| 1901 | 1906 | 1911 | 1921 | 1926 | 1931 | 1936 | 1946 | 1954 |
| ---- | ---- | ---- | ---- | ---- | ---- | ---- | ---- | ---- |
| 450  | 429  | 419  | 347  | 336  | 324  | 343  | 338  | 314  |

| 1962 | 1968 | 1975 | 1982 | 1990 | 1999 | 2005 | 2006 | 2010 |
| ---- | ---- | ---- | ---- | ---- | ---- | ---- | ---- | ---- |
| 316  | 271  | 240  | 292  | 298  | 319  | 356  | 363  | 418  |

| 2015 | 2020 | 2022 | - | - | - | - | - | - |
| ---- | ---- | ---- | - | - | - | - | - | - |
| 401  | 394  | 385  | - | - | - | - | - | - |

## Culture locale et patrimoine

### Lieux et monuments
- Ancienne maison[21] du XVIe siècle dite "La Tour" ou "Le Château"  Inscrit MH (1996). Elle combine une exploitation agricole et un logis plus noble.
- Église de l'Assomption[22] : construite au XVIe siècle, la nef fut rebâtie en 1720. Son clocher a été remis à neuf en 1986. L'édifice est situé dans le diocèse de Besançon, au sein de l'unité pastorale du plateau d'Amancey. Le curé est M. l'abbé Benoît Decreuse. Inscrite à l'Inventaire général du patrimoine culturel.
- Ensemble remarquable de fontaines-lavoir sur un espace entièrement pavé.
- Ruines du moulin de Bonnecreau avec sa belle cascade.

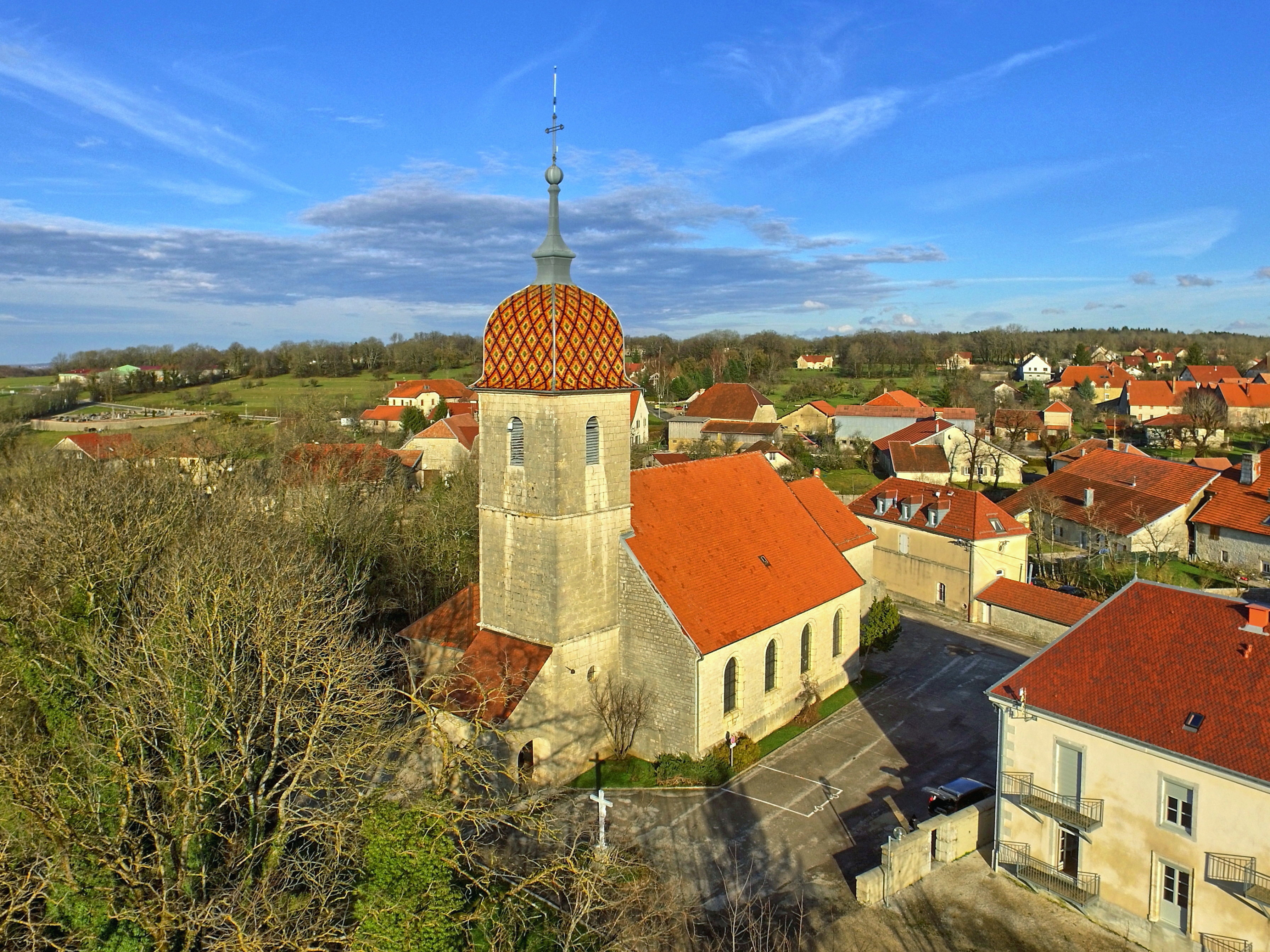
Église.
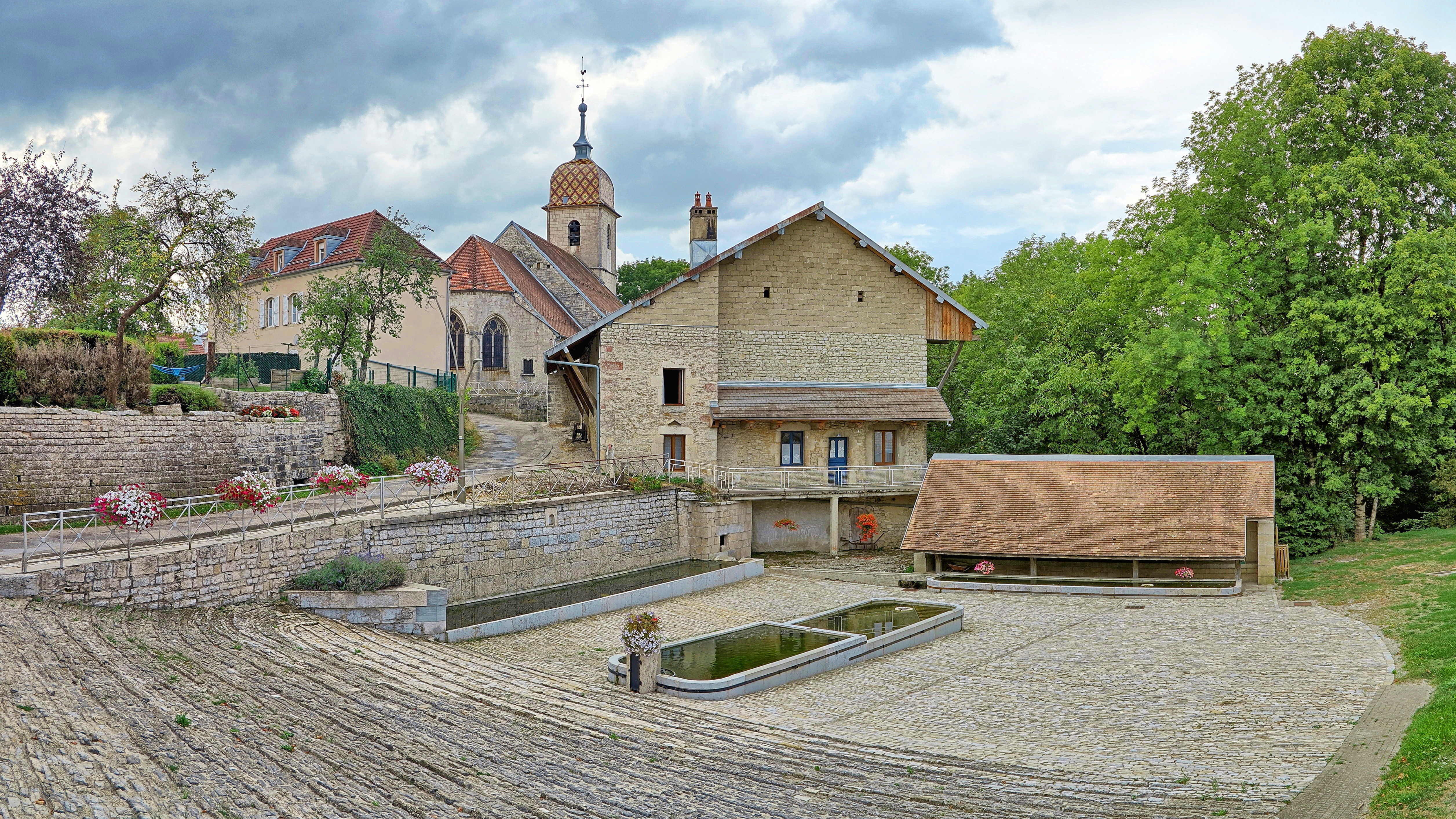
Place des fontaines.
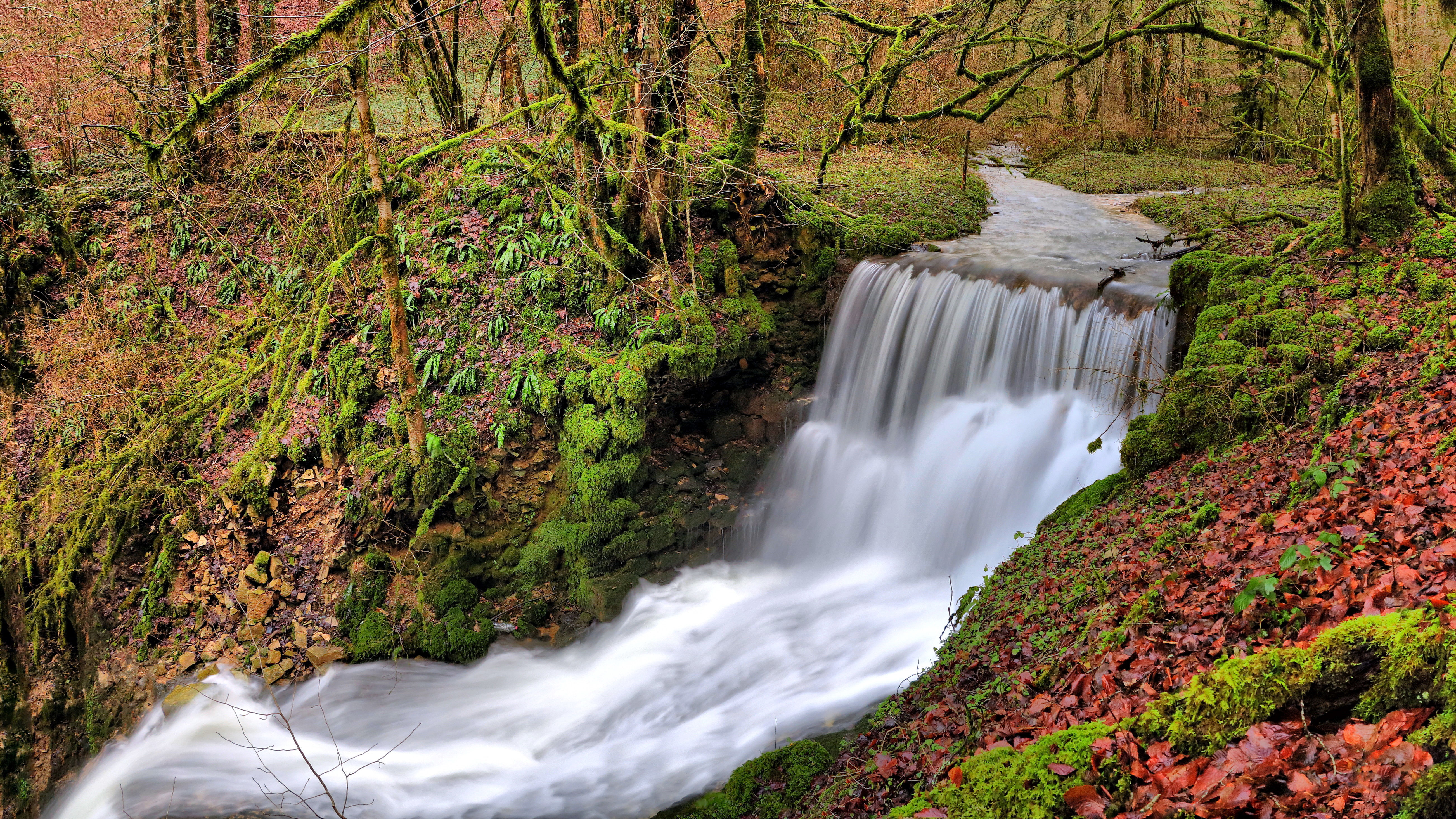
Cascade du moulin de Bonnecreau.
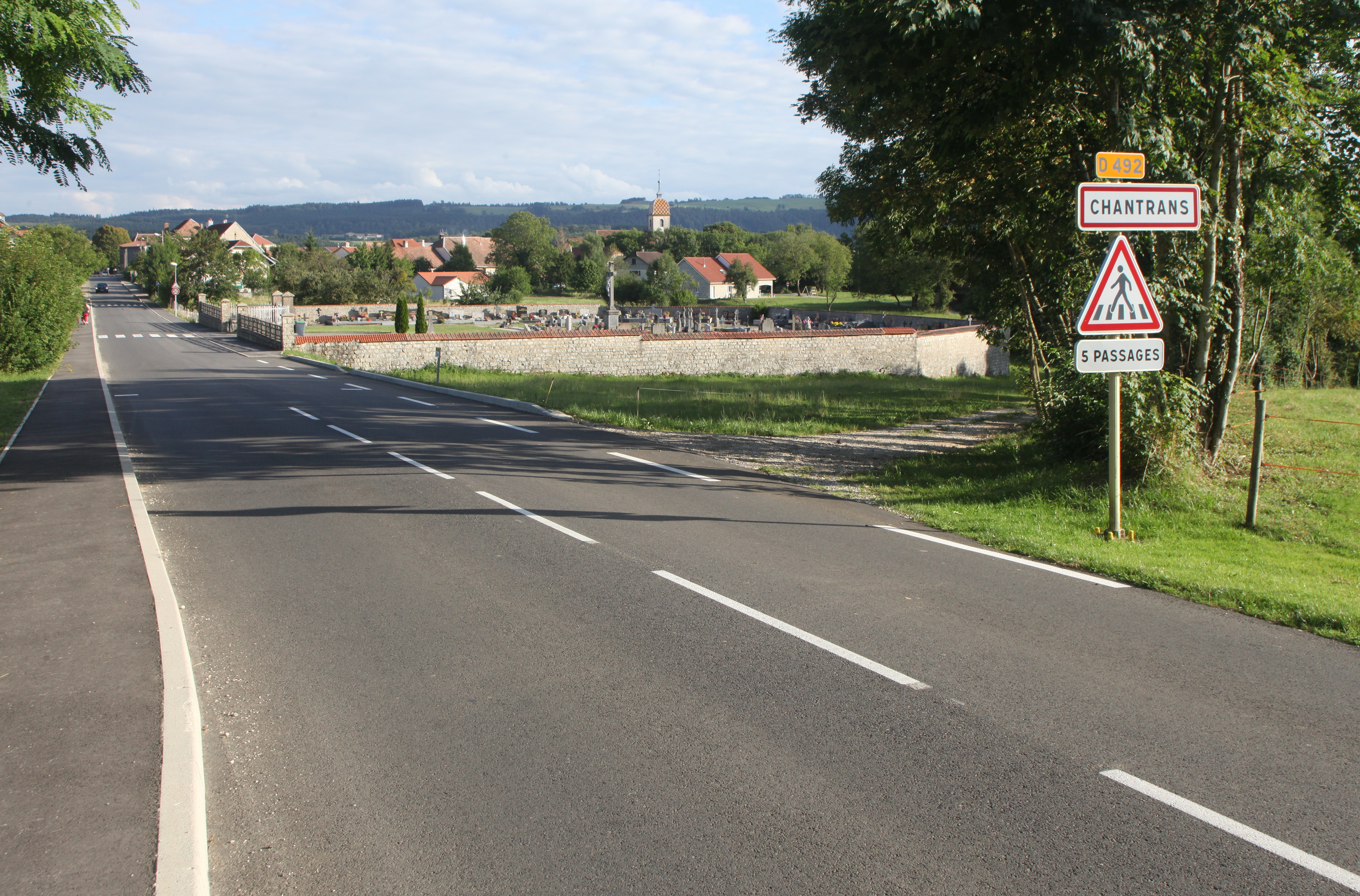
Entrée du village.
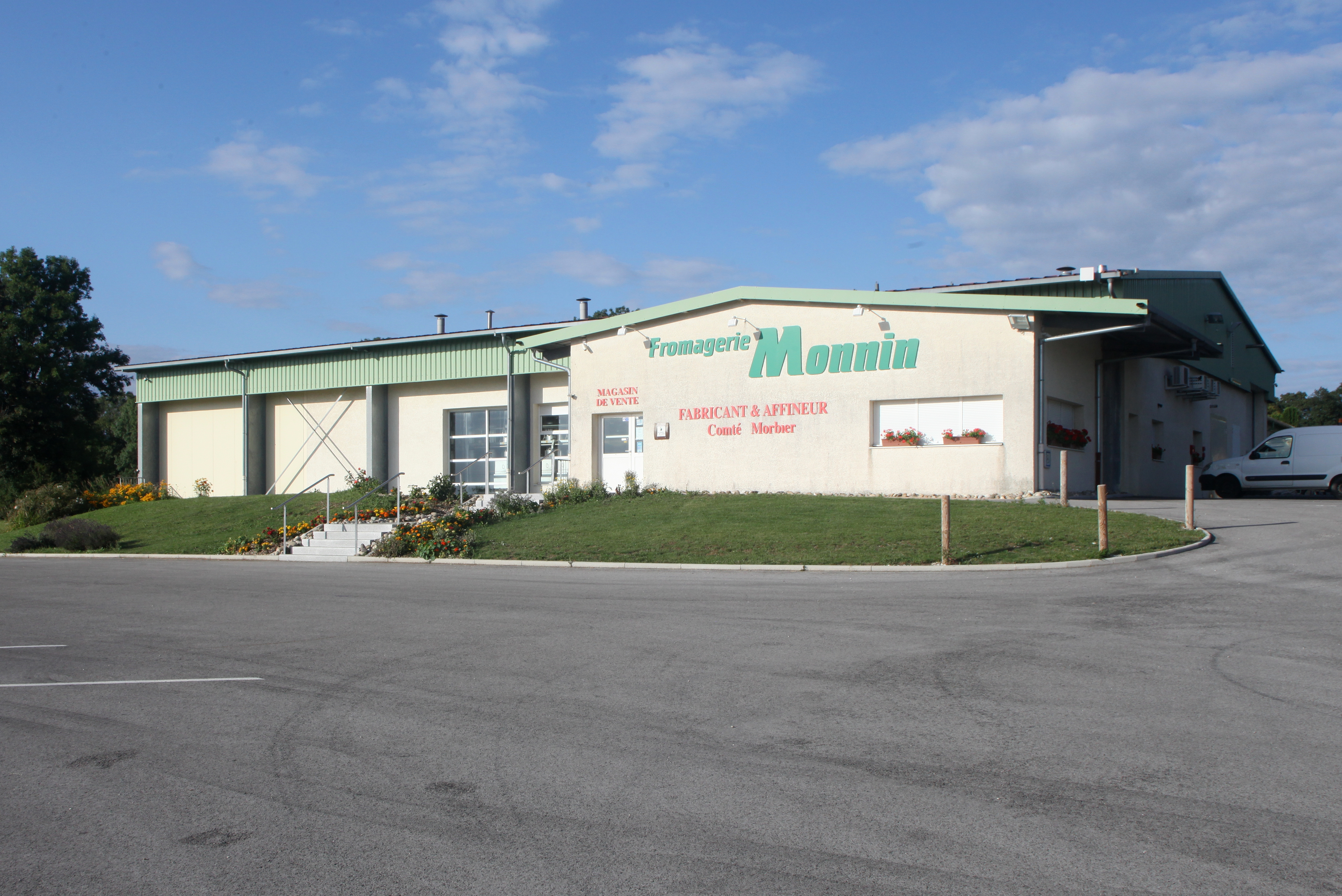
Fromagerie.

### Personnalités liées à la commune
- Eleonor Régis Jean Joseph Stanislas Courbet : né le 10 août 1798 à Flagey et mort au même lieu le 27 mai 1882, il est le père du peintre Gustave Courbet. Sa dépouille mortuaire repose dans l'avant porche de l'église.

## Héraldique
| Blason de Chantrans | Blason  | De gueules à trois chevrons d'argent.            |
| Blason de Chantrans | Détails | Le statut officiel du blason reste à déterminer. |